# Eduardo Bengoechea
Eduardo Bengoechea (Córdoba, 2 juli 1959) is een voormalig professioneel tennisser uit Argentinië. Hij won geen enkele ATP-titel gedurende zijn carrière.

## Resultaten

### Enkelspel
| Nr.                  | Datum           | Toernooi     | Ondergrond | Tegenstander in finale | Score    |
| -------------------- | --------------- | ------------ | ---------- | ---------------------- | -------- |
| Gewonnen challengers |                 |              |            |                        |          |
| 1.                   | 1 december 1980 | Buenos Aires | Gravel     | Carlos Castellan       | 7-6, 6-2 |
| 2.                   | 9 november 1986 | São Paulo-3  | Hardcourt  | Luiz Mattar            | 6-3, 6-4 |

### Dubbelspel
| Nr.                              | Datum            | Toernooi         | Ondergrond | Partner            | Tegenstanders in finale         | Score         | Details |
| -------------------------------- | ---------------- | ---------------- | ---------- | ------------------ | ------------------------------- | ------------- | ------- |
| Verloren finales herendubbel     |                  |                  |            |                    |                                 |               |         |
| 1.                               | 2 maart 1985     | Buenos Aires (1) | Gravel     | Diego Pérez        | Martín Jaite Christian Miniussi | 4-6, 3-6      | details |
| 2.                               | 13 november 1988 | Buenos Aires (2) | Gravel     | José Luis Clerc    | Carlos Costa Javier Sánchez     | 3-6, 6-3, 3-6 | details |
| Gewonnen challengers herendubbel |                  |                  |            |                    |                                 |               |         |
| 1.                               | 7 december 1986  | Rio de Janeiro-2 | Hardcourt  | Diego Pérez        | Nelson Aerts Fernando Roese     | 6-7, 7-6, 6-4 |         |
| 2.                               | 22 april 1990    | Oporto           | Gravel     | Christian Miniussi | José Clavet Francisco Roig      | 6-0, 6-3      |         |

## Prestatietabel
| Legenda | Legenda                          |
| ------- | -------------------------------- |
| g.t.    | geen toernooi gehouden           |
| l.c.    | lagere categorie                 |
| –       | niet deelgenomen                 |
| G       | uitgeschakeld in de groepsfase   |
| 1R      | uitgeschakeld in de eerste ronde |
| 2R      | uitgeschakeld in de tweede ronde |
| 3R      | uitgeschakeld in de derde ronde  |
| 4R      | uitgeschakeld in de vierde ronde |
| KF      | uitgeschakeld in de kwartfinale  |
| HF      | uitgeschakeld in de halve finale |
| F       | de finale verloren               |
| W       | het toernooi gewonnen            |
| w-v     | winst/verlies-balans             |

Prestatietabel grand slam, enkelspel
| Toernooi        | 1981 | 1982 | 1983 | 1984 | 1985 | 1986 | 1987 | 1988 | 1989 |
| --------------- | ---- | ---- | ---- | ---- | ---- | ---- | ---- | ---- | ---- |
| Australian Open | —    | —    | —    | —    | —    | g.t. | —    | —    | —    |
| Roland Garros   | 3R   | 1R   | —    | —    | 2R   | 1R   | 2R   | 3R   | 1R   |
| Wimbledon       | —    | —    | —    | —    | —    | 1R   | —    | —    | —    |
| US Open         | —    | —    | —    | —    | 2R   | 2R   | —    | —    | —    |